# Colonia Costa Azul
Colonia Costa Azul är en ort i Mexiko.   Den ligger i kommunen Ensenada och delstaten Baja California, i den nordvästra delen av landet, 2 200 km nordväst om huvudstaden Mexico City. Colonia Costa Azul ligger 2 meter över havet och antalet invånare är 121.
Terrängen runt Colonia Costa Azul är kuperad åt sydost, men åt nordväst är den platt. Havet är nära Colonia Costa Azul åt nordväst. Runt Colonia Costa Azul är det glesbefolkat, med 8 invånare per kvadratkilometer. Närmaste större samhälle är Ensenada, 13,7 km norr om Colonia Costa Azul. Omgivningarna runt Colonia Costa Azul är i huvudsak ett öppet busklandskap.